# Conchita Wurst
Conchita Wurst, nombre artístico de Thomas Neuwirth (Gmunden, Alta Austria, 6 de noviembre de 1988), es una cantante austríaca. El personaje, creado en 2011, fue definido por Neuwirth como una mujer barbuda, creada como «una declaración de la tolerancia y la aceptación —ya que no se trata de apariencias; es sobre el ser humano». Neuwirth afirmó que Conchita nació en Colombia, cerca a las montañas de la ciudad de Bogotá, pero que sus padres la llevaron a Alemania cuando tenía dos años. Conchita Wurst representó a Austria en el Festival de la Canción de Eurovisión 2014 en Copenhague con la canción «Rise Like a Phoenix», obteniendo el primer puesto. Austria no ganaba el concurso desde la edición de 1966.
En 2018, Neuwirth explicó a los medios de comunicación que estaba cansado del personaje y quería reinventarse. En 2020, cambió su imagen y anunció que quería crear un nuevo personaje.

## Biografía
Tom Neuwirth nació en 1988 en Gmunden, en la Alta Austria, como hijo de los posaderos Helga y Siegfried Neuwirth y creció en Bad Mitterndorf. En 2006, participó en la tercera temporada del programa de casting televisivo Starmania the ORF en el que terminó segundo detrás de Nadine Beiler. En 2007, junto con Falco De Jong Luneau, Johannes "Johnny" K. Palmer y Martin Zerza, fundó la banda Jetzt Anders!, que se disolvió el mismo año. En 2011 completó sus estudios en la Graz Fashion School.
Neuwirth anunció en abril de 2018 que era VIH positivo, después de mantenerlo en secreto durante muchos años para evitar el chantaje de un exnovio.

## Carrera musical

### Creación del personaje Conchita
En 2011, Conchita Wurst debutó en la televisión en el concurso de talentos Die große Chance, obteniendo la sexta plaza. En 2012, quedó en segunda posición en el concurso de preselección de Austria para Eurovisión. En 2013 participó en los programas de telerrealidad The hardest jobs of Austria (Los trabajos más duros de Austria), donde trabajó en una piscifactoría, y en Wild Girls, donde un grupo de candidatos tuvo que sobrevivir en los desiertos de Namibia junto con las tribus nativas.
Aunque Tom es natural de Austria, según su biografía oficial el personaje de Conchita Wurst nació en Colombia y creció en Alemania.

### 2011-2012:Die große Chance& Eurovisión 2012
En 2011, Conchita debutó en el concurso de la ORF Die Große Chance. Obtuvo el segundo lugar en la preselección de Austria para el Festival de la Canción de Eurovisión 2012.

### 2013-2014: Eurovisión 2014

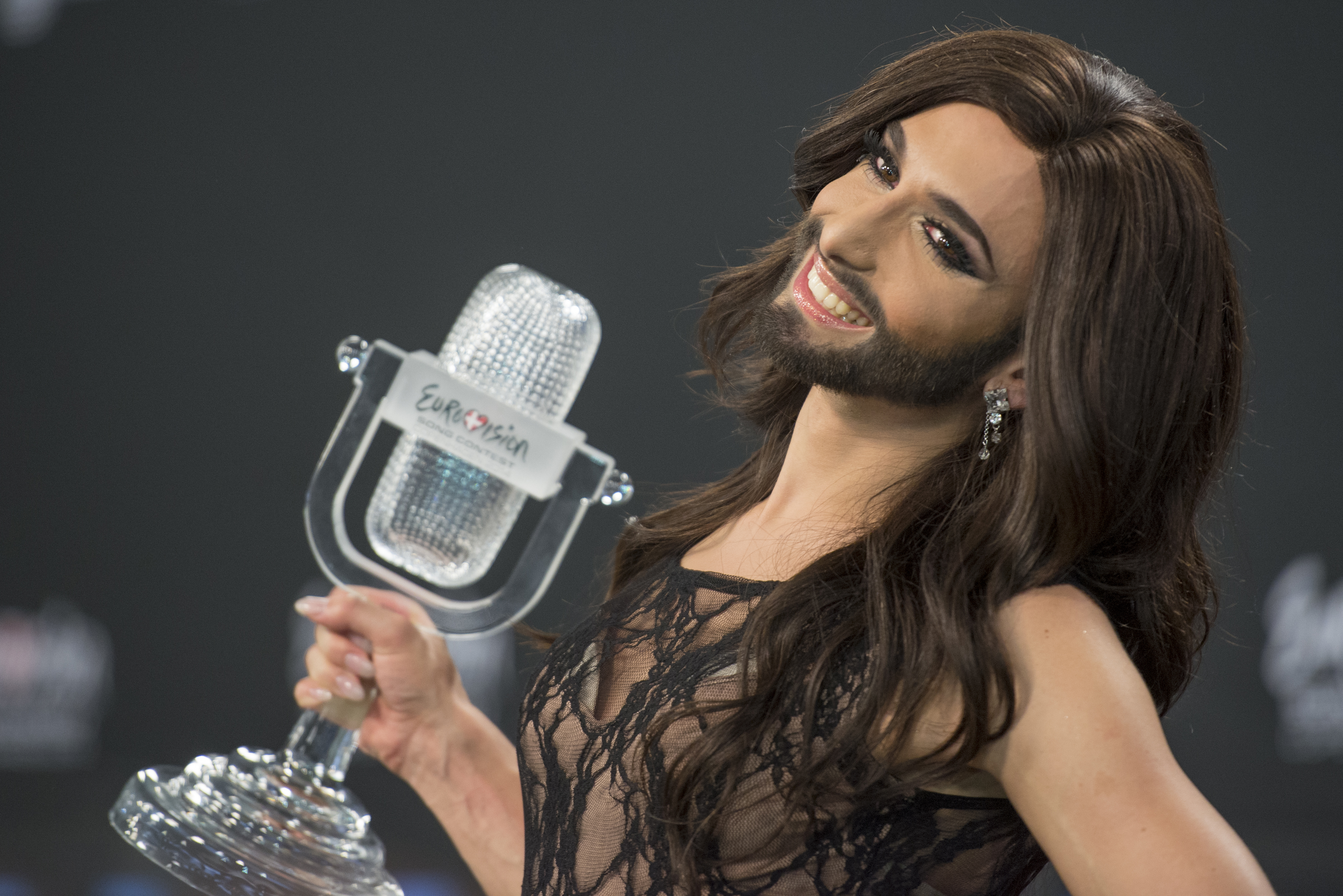
Wurst celebra su triunfo en el Festival de la Canción de Eurovisión 2014.

El 10 de septiembre de 2013 se anunció que la emisora nacional austríaca ORF había seleccionado a Wurst para representar a Austria en Eurovisión 2014.
La selección de Wurst desató la polémica en Austria. Cuatro días después, más de 31.000 personas seguían una página de Facebook titulada "Anti-Wurst". En octubre, el Ministerio de Información de Bielorrusia recibió una petición para que la emisora estatal BTRC no emitiese la actuación de Wurst en Eurovisión. En la petición se alegaba que Eurovisión se convertiría "en un semillero de la sodomía". En diciembre, una petición similar se produjo en Rusia. El representante de Armenia de ese año Aram Mp3 aseguró que no era "normal ni adecuada" y que intentaría aguantar compartir el escenario con ella. Unas semanas después, sin embargo, aseguró que era fruto de una mala traducción y se reunió en un concierto con Conchita.
En marzo de 2014, se reveló que la canción de Conchita sería "Rise Like a Phoenix", una balada de gusto clásico, con arreglos orquestales y notas dramáticas, que recordaba a varias de la saga fílmica de James Bond cantadas por Shirley Bassey y Tina Turner. Tras la actuación en la semifinal del concurso, la cantante había subido hasta el segundo puesto en las apuestas de pago, a partir de ahí comenzó a recibir un gran apoyo del público y la prensa acreditada, quien la respaldó unánimemente.
El 10 de mayo de 2014 Wurst fue proclamada ganadora de Eurovisión 2014. Superó a los otros grandes favoritos, los neerlandeses The Common Linnets. Austria era, hasta ese momento, el país que más años llevaba sin ganar el festival (de entre los que ganaron en alguna ocasión) siendo el último ganador Udo Jurgens. Antes de recoger dicho premio saludó con un fuerte abrazo a la representante española Ruth Lorenzo, quien se había convertido en su preferida. Al recoger el trofeo Conchita aseguró: "Somos imparables". Esa misma noche la actuación de Rusia había sido abucheada como debido a las posturas política hacia el colectivo LGTBI en ese país en los meses anteriores.
Ante la controversia generada, muchos medios y artistas como Julio Iglesias, Elton John o Cher expresaron su apoyo a Conchita, además del Consejo de Europa y el Cardenal Arzobispo católico de Viena.

### Post-Eurovisión: 2014-2015

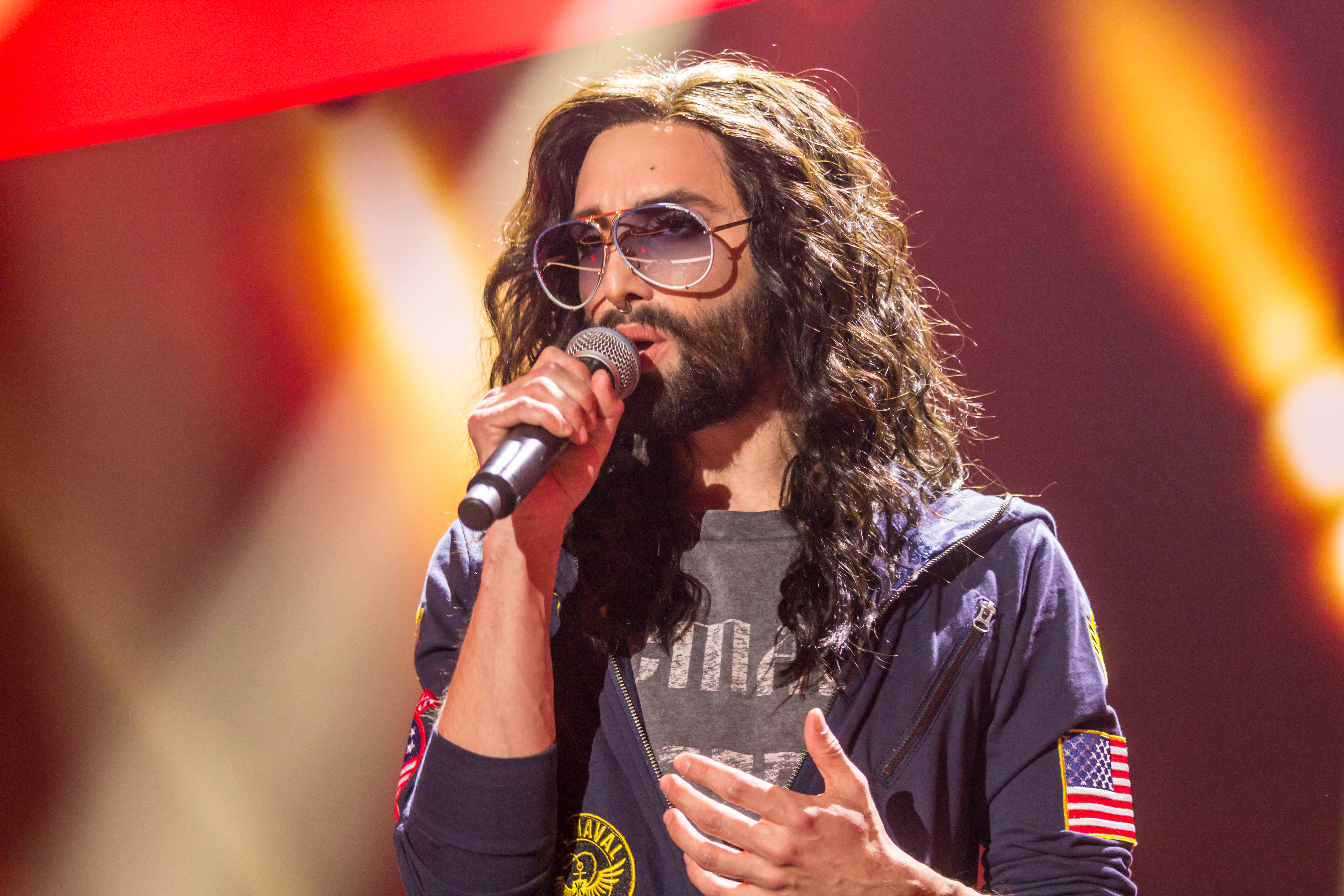
Wurst durante la Unser Song für Dänemark para el Festival de la Canción de Eurovisión 2017.

Tras su victoria en Copenhague, Conchita ganó bastante popularidad a nivel internacional, convirtiéndose en la cantante europea del momento y en uno de los mayores iconos de la Comunidad LGBTI+; tuvo actuaciones en el Crazy Horse, en el Life Ball y en muchas marchas de Orgullo Gay, se presentó en el Parlamento Europeo y en las Naciones Unidas con Ban Ki-moon, en la pasarela de Jean Paul Gaultier, en la alfombra roja de los Globo de Oro y en los Premios de la Música Amadeus Mozart 2015 en Austria, donde ganó tres galardones. En diciembre del 2014 Google la hizo protagonista de las pantallas de Times Square en Nueva York al ser la número 7 en el ranking de búsquedas del buscador en ese año.
Igualmente remata en el 2015 con el lanzamiento de su álbum debut titulado Conchita, que se posicionó en el top 10 de Austria y de otros países europeos.
El 3 de marzo de 2015, la cantante presentó en la ciudad de Berlín uno de los sencillos del álbum ya mencionado, «You Are Unstoppable», junto con su biografía titulada Ich, Conchita. Meine Geschichte (Yo, Conchita. Mi historia), en donde narra cómo pasó de ser un adolescente homosexual rechazado por muchos a una artista de talla mundial. «Firestorm» y «Colours of Your Love», dos temas del álbum debut, se lanzaron como sencillo de doble cara A el 7 de agosto de 2015.
De igual manera, el Museo Madame Tussauds de Viena, el 12 de mayo del mismo año, dio a conocer, junto a Conchita, la estatua de cera de la cantante, la figura representa a Conchita en su pose más recordada, enfundada en un ajustado vestido blanco con bordados en tono champán y con la mano izquierda alzada celebrando que había ganado el festival de Eurovisión el año anterior.
En la edición siguiente del Festival de Eurovisión, Conchita actuó como una de las presentadoras del evento, correspondiéndole la denominada «Green room», en donde entrevistaba a los participantes luego de su presentación.

### El "final" de Conchita 2015-actualidad
En 2015, Thomas inició un cambio, eligiendo pelucas más cortas y en 2017 dejó de utilizar pelucas y mostraba su propio pelo teñido de platino. Después hizo lo mismo con la barba. Cambió los vestidos por sudaderas, las blusas por camisetas y dejó los tacones. También borró todas las fotos del personaje de Conchita de su cuenta en Instagram.
En una entrevista con el periódico alemán Die Welt am Sonntag, en 2017, Neuwirth reflexionó sobre lo que había aportado al mundo con su personaje y aseguró que ya no tenía más camino para recorrer por lo que sentía que debía terminar con él. «Pero la verdad es que sí me aburrí de Conchita. Creo que gané mucho con ella y después fue como "¿qué queda por hacer?". Es que yo me aburro muchísimo y quiero hacer cosas nuevas».
El 3 de marzo de 2016, Conchita actuó en la Ópera de Sydney acompañada por la Orquesta Sinfónica de Sydney y junto con estrellas australianas como Courtney Act y Guy Sebastian, participante de ESC 2015, como parte del festival Sydney Mardi Gras.
Conchita actuó para Friday Night Is Music Night de BBC Radio 2 el 25 de febrero de 2018 en el London Palladium. En abril de 2018, Conchita elogió a Netta Barzilai de Israel y su canción «Toy» como su canción favorita para el Festival de la Canción de Eurovisión 2018, diciendo "Si ella gana, me encantará". En agosto de 2018, la emisora pública de Turquía, la Corporación Turca de Radio y Televisión (TRT), declaró que no participará en Eurovisión mientras que "alguien como el austriaco barbudo que vestía falda" pudiera ganar el concurso.
En 2019, Neuwirth reveló que dividiría los personajes, Conchita continuaría con el estilo de actuación más femenino y un nuevo personaje llamado WURST con una imagen más masculina. Neuwirth también anunció que lanzaría nueva música como WURST. El sencillo «Trash All the Glam» se lanzó el 8 de marzo de 2019 a través de Sony Music Austria. Poco después publicó el segundo sencillo, titulado «Hit Me» sustituyendo su melena por un corte masculino rubio platino y una barba de la misma tonalidad asegurando que ya había conseguido todo lo que quería de su personaje anterior. Un tercer sencillo, «See Me Now», se lanzó el 5 de abril de 2019.
El 29 de octubre de 2019, lanzó su tercer álbum de estudio, Truth Over Magnitude, que fue producido por Albin Janoska.
En junio de 2020, realiza una aparición especial en la película Eurovision Song Contest: The Story of Fire Saga que fue estrenada en la plataforma Netflix.

## Discografía

### Álbumes de estudio
- 2015: Conchita
- 2018: From Vienna with Love
- 2019: Truth Over Magnitude

### Sencillos
| Año  | Título                              | Mejores posiciones en listas | Mejores posiciones en listas | Mejores posiciones en listas | Mejores posiciones en listas | Mejores posiciones en listas | Mejores posiciones en listas | Mejores posiciones en listas | Mejores posiciones en listas | Mejores posiciones en listas | Mejores posiciones en listas | Álbum                 |
| Año  | Título                              | AUT                          | ALE                          | BEL (Fla)                    | BEL (Val)                    | DEN                          | ESP                          | HOL                          | R.U.                         | SUE                          | SUI                          | Álbum                 |
| ---- | ----------------------------------- | ---------------------------- | ---------------------------- | ---------------------------- | ---------------------------- | ---------------------------- | ---------------------------- | ---------------------------- | ---------------------------- | ---------------------------- | ---------------------------- | --------------------- |
| 2011 | «Unbreakable»                       | 32                           | —                            | —                            | —                            | —                            | —                            | —                            | —                            | —                            | —                            | Singles sin álbum     |
| 2012 | «That's What I Am"                  | 12                           | —                            | —                            | —                            | —                            | —                            | —                            | —                            | —                            | —                            | Singles sin álbum     |
| 2014 | «My Lights»                         | —                            | —                            | —                            | —                            | —                            | —                            | —                            | —                            | —                            | —                            | Singles sin álbum     |
| 2014 | «Rise Like a Phoenix»               | 1                            | 5                            | 8                            | 19                           | 6                            | 8                            | 3                            | 17                           | 27                           | 2                            | Conchita              |
| 2014 | «Heroes»                            | 4                            | 113                          | 80                           | 47                           | —                            | —                            | —                            | —                            | —                            | —                            | Conchita              |
| 2015 | «You Are Unstoppable»               | 13                           | —                            | —                            | —                            | 67                           | —                            | —                            | —                            | —                            | —                            | Conchita              |
| 2015 | «Firestorm / Colours of Your Love»  | 45                           | —                            | —                            | —                            | -                            | —                            | —                            | —                            | —                            | —                            | Conchita              |
| 2017 | «Heast as net» (with Ina Regen)     | 36                           | —                            | —                            | —                            | -                            | —                            | —                            | —                            | —                            | —                            | Single sin álbum      |
| 2018 | «The Sound of Music»                | -                            | —                            | —                            | —                            | -                            | —                            | —                            | —                            | —                            | —                            | From Vienna with Love |
| 2018 | «Für mich soll's rote Rosen regnen» | -                            | —                            | —                            | —                            | -                            | —                            | —                            | —                            | —                            | —                            | From Vienna with Love |
| 2019 | «Trash All the Glam»                | -                            | —                            | —                            | —                            | -                            | —                            | —                            | —                            | —                            | —                            | Truth Over Magnitude  |
| 2019 | «Hit Me»                            | -                            | —                            | —                            | —                            | -                            | —                            | —                            | —                            | —                            | —                            | Truth Over Magnitude  |
| 2019 | «See Me Now»                        | -                            | —                            | —                            | —                            | -                            | —                            | —                            | —                            | —                            | —                            | Truth Over Magnitude  |
| 2019 | «To the Beat»                       | -                            | —                            | —                            | —                            | -                            | —                            | —                            | —                            | —                            | —                            | Truth Over Magnitude  |
| 2019 | «Forward»                           | -                            | —                            | —                            | —                            | -                            | —                            | —                            | —                            | —                            | —                            | Truth Over Magnitude  |
| 2019 | «Under the Gun»                     | -                            | —                            | —                            | —                            | -                            | —                            | —                            | —                            | —                            | —                            | Truth Over Magnitude  |
| 2020 | «Lovemachine (feat. Lou Asril)»     | -                            | —                            | —                            | —                            | —                            | —                            | —                            | —                            | —                            | —                            | Singles sin álbum     |
| 2021 | «Malebu»                            | -                            | —                            | —                            | —                            | —                            | —                            | —                            | —                            | —                            | —                            | Singles sin álbum     |
| 2021 | «Bodymorphia»                       | -                            | —                            | —                            | —                            | —                            | —                            | —                            | —                            | —                            | —                            | Singles sin álbum     |
| 2022 | «All I Wanna Do»                    | -                            | —                            | —                            | —                            | —                            | —                            | —                            | —                            | —                            | —                            | Singles sin álbum     |
| 2022 | «Car (ldhlargt)»                    | -                            | —                            | —                            | —                            | —                            | —                            | —                            | —                            | —                            | —                            | Singles sin álbum     |
| 2022 | «Paris (Savoir-Vivre)»              | -                            | —                            | —                            | —                            | —                            | —                            | —                            | —                            | —                            | —                            | Singles sin álbum     |
| 2022 | «Erstmal Pause»                     | -                            | —                            | —                            | —                            | —                            | —                            | —                            | —                            | —                            | —                            | Singles sin álbum     |
| 2022 | «All That I Wanted»                 | -                            | —                            | —                            | —                            | —                            | —                            | —                            | —                            | —                            | —                            | Singles sin álbum     |
| 2022 | «Call Me Up»                        | -                            | —                            | —                            | —                            | —                            | —                            | —                            | —                            | —                            | —                            | Singles sin álbum     |
| 2022 | «Dirty Maria»                       | -                            | —                            | —                            | —                            | —                            | —                            | —                            | —                            | —                            | —                            | Singles sin álbum     |
| 2024 | «Any Day From Now On»               | -                            | —                            | —                            | —                            | —                            | —                            | —                            | —                            | —                            | —                            | Singles sin álbum     |

### Colaboraciones
- 2019: Smalltown boy (ft Ricky Merino)

| Predecesor: Emmelie de Forest con "Only teardrops" | Ganadores del Festival de la Canción de Eurovisión 2014 | Sucesor: Måns Zelmerlöw con "Heroes"    |
| Predecesor: Natália Kelly con "Shine"              | Austria en el Festival de Eurovisión 2014               | Sucesor: The Makemakes con "I am yours" |

## Giras musicales
- 2018: So weit so gut - Best of live 2014-18
- 2020-2022: Truth Over Magnitude Tour